# 阿夸桑塔泰尔梅
阿夸桑塔泰尔梅（義大利語：Acquasanta Terme），是意大利阿斯科利皮切诺省的一个市镇。总面积138.06平方公里，人口3139人，人口密度22.7人/平方公里（2009年）。ISTAT代码为044001。